# Florimond de Beaune
Pour les articles homonymes, voir Beaune (homonymie).
Florimond de Beaune, né à Blois en 1601 et mort dans cette même ville en 1652, est un juriste français (conseiller au présidial de Blois) et mathématicien amateur qui produisit la première introduction notable à la géométrie cartésienne (de Descartes). Il a entretenu une grande correspondance avec ce dernier, ainsi qu'avec Marin Mersenne.

## Biographie
Florimond de Beaune est le fils de Florimond de Beaune, fils naturel légitimé de Jean de Beaune, baron de la Tour d'Argy, seigneur de Goulioust et de la Rue, et de Marguerite Belliard, descendante de Jacques de Beaune.
Beaune est le premier commentateur de la Géométrie de René Descartes. Ses commentaires sont publiés en volume par van Schooten dans son édition critique de Descartes de 1649. Mais dès 1639, Descartes, enthousiaste, écrit à son lecteur :
« J'ai admiré que vous ayez pu reconnaître des choses que je n'y ai mises qu’obscurément comme en ce qui regarde la généralité de la méthode… »
— Descartes : Réponse à M. de Beaune du 20 février 1639.

## Problème de Beaune

Schéma du problème de Florimond de Beaune (1638) : trouver une courbe telle qu'en tout point la sous-tangente C soit constante. Les solutions sont les courbes exponentielles.

Beaune est passé à la postérité pour le « problème de Beaune » qu'il a formulé dans ses commentaires à la Géométrie de René Descartes, à savoir la détermination d'une ligne courbe à partir d'une propriété de sa tangente. Descartes donne un encadrement de la solution et propose une construction mécanique de la courbe faute de pouvoir en donner une expression algébrique,. Ce problème est l’un de ceux résolu par Gottfried Wilhelm Leibniz (1684) et Jean Bernoulli (1690) dans leur effort de systématisation du calcul différentiel et intégral.

## Publications
- Florimond de Beaune, La doctrine de l'angle solide construit sous trois angles plans.
- Florimond de Beaune, In geometriam Renati Descartes notæ breves in Renatus Descartes, Geometria (éd. Frans van Schooten, 2e  éd., Elzevier de 1656).